# Jim Henson's Tale of Sand
Jim Henson’s Tale of Sand (littéralement : Le Conte de sable de Jim Henson) est une bande dessinée de l'Américain Ramón K. Pérez adaptée d'un scénario cinématographique de Jim Henson et Jerry Juhl jamais tourné et publiée en septembre 2011 par Archaia Entertainment. La traduction française a été publiée en novembre 2012 par les éditions Paquet. Ian Herring a assisté Pérez pour les couleurs. 
Jim Henson’s Tale of Sand a reçu trois prix Eisner (meilleur roman graphique, meilleur dessin/couleur, meilleure conception/édition), un prix Joe-Shuster (auteur de bande dessinée exceptionnel) et deux prix Harvey (meilleur album original et meilleur one-shot).

## Synopsis
Mac, jeune américain ordinaire, se voit confier par le shérif d’une petite ville tout droit sortie d’un western, une étrange mission : rejoindre coûte que coûte « la montagne de l’aigle ». Pour y parvenir, il ne dispose que d’une vieille carte, d’un sac à dos, d’une injonction en forme de conseil « cours, petit, cours ! » et de 10 minutes d’avance.

## Personnages
Mac, le shérif Tate, Clara, Margery, Melrose Mernly.

## Accueil critique
L'album a eu en France d'assez bonnes critiques "Tale of Sand est un voyage graphique surprenant" (BDGest), "Cet album est tout simplement une pépite à lire absolument."(Auracan), Bodoï quant à lui trouve l'album "globalement de belle facture" mais "manque de matière et de profondeur pour véritablement happer son lecteur".

## Publications
- (en) Jim Henson's Tale of Sand, Los Angeles : Archaia Entertainment, 23 septembre 2011.  (ISBN 978-1936393091)
- (fr) Jim Henson's Tale of Sand, Genève : Paquet, 21 novembre 2012.  (ISBN 9782888905479)